# Ministère de la Décentralisation et du Développement local
 (avril 2024).
La mise en forme du texte ne suit pas les recommandations de Wikipédia : il faut le « wikifier ».
Les points d'amélioration suivants sont les cas les plus fréquents :
- Les titres sont pré-formatés par le logiciel. Ils ne sont ni en capitales, ni en gras.
- Le texte ne doit pas être écrit en capitales (les noms de famille non plus), ni en gras, ni en italique, ni en « petit »…
- Le gras n'est utilisé que pour surligner le titre de l'article dans l'introduction, une seule fois.
- L'italique est rarement utilisé : mots en langue étrangère, titres d'œuvres, noms de bateaux, etc.
- Les citations ne sont pas en italique mais en corps de texte normal. Elles sont entourées par des guillemets français : « et ».
- Les listes à puces sont à éviter, des paragraphes rédigés étant largement préférés. Les tableaux sont à réserver à la présentation de données structurées (résultats, etc.).
- Les appels de note de bas de page (petits chiffres en exposant, introduits par l'outil «  Source ») sont à placer entre la fin de phrase et le point final[comme ça].
- Les liens internes (vers d'autres articles de Wikipédia) sont à choisir avec parcimonie. Créez des liens vers des articles approfondissant le sujet. Les termes génériques sans rapport avec le sujet sont à éviter, ainsi que les répétitions de liens vers un même terme.
- Les liens externes sont à placer uniquement dans une section « Liens externes », à la fin de l'article. Ces liens sont à choisir avec parcimonie suivant les règles définies. Si un lien sert de source à l'article, son insertion dans le texte est à faire par les notes de bas de page.
- La présentation des références doit suivre les conventions bibliographiques. Il est recommandé d'utiliser les modèles {{Ouvrage}}, {{Chapitre}}, {{Article}}, {{Lien web}} et/ou {{Bibliographie}}. Le mode d'édition visuel peut mettre en forme automatiquement les références.
- Insérer une infobox (cadre d'informations à droite) n'est pas obligatoire pour parachever la mise en page.

Pour une aide détaillée, merci de consulter Aide:Wikification.
Si vous pensez que ces points ont été résolus, vous pouvez retirer ce bandeau et améliorer la mise en forme d'un autre article.
Le ministère de la Décentralisation et du Développement local (MINDDEVEL) est un département ministériel camerounais, responsable de l’élaboration, du suivi, de la mise en œuvre et de l’évaluation de la politique du gouvernement en matière de décentralisation ainsi que de la promotion du développement local. Il est dirigé par un ministre et est situé au quartier Nlongkak à Yaoundé.

## Histoire
Le ministère de la décentralisation et du développement local est créé par décret no 2018/190 du 2 mars 2018 par le président Paul Biya, afin d'accélérer le processus de décentralisation, jugé trop lent par plusieurs, notamment une partie de la communauté anglophone qui  réclame le retour au fédéralisme et une minorité la sécession,,.

## Organisation
D'après le décret N°2018/449 du 01 août 2018, portant organisation du Ministère de la Décentralisation et du Développement Local, il est placé sous l'autorité d'un ministre qui coordonne les activités d’une équipe, constituée d'un secrétariat particulier, de deux conseillers techniques, d'une inspection générale, d'une administration centrale et des services déconcentrs,,.

## Missions
Le MINDDEVEL axe son action autour de  trois principales missions à savoir, la décentralisation et le développement local, la décentralisation et le développement local .

### Décentralisation et le développement Local
Sur ce plan, il est chargé de l’élaboration, du suivi, de la mise en œuvre et de l’évaluation de la politique du gouvernement en matière de décentralisation et de la promotion du développement local.

#### Décentralisation
Dans ce domaine, le ministère élabore  la législation et de la réglementation relatives à l’organisation et au fonctionnement des Collectivités Territoriales Décentralisées .
Il évalue et procède au suivi de la mise en œuvre de la décentralisation; procède également au suivi et au  contrôle des Collectivités Territoriales Décentralisées.
Il veille à l'application de la législation et de la réglementation sur l’état civil.
Sous l’autorité du Président de la République, il exerce la tutelle de l’Etat sur les Collectivités Territoriales Décentralisées.

##### Développement local
Ici,  le MINDDEVEL est chargé de promouvoir  le  développement socio-économique des Collectivités Territoriales Décentralisées et la Promotion de la bonne gouvernance au sein de celles-ci

## Organismes sous tutelle
- Fonds Spécial d’Equipement et d’Intervention Intercommunale FEICOM
- Centre de Formation pour l’Administration Municipales CEFAM
- Bureau National de l'État Civil BUNEC [7]

## Liste des ministres
Depuis sa création en mars 2018, Georges Elanga Obam est le seul Ministre avoir dirigé le ministère de la Décentralisation et du Développement Local au Cameroun , , .